# F4 Danish Championship

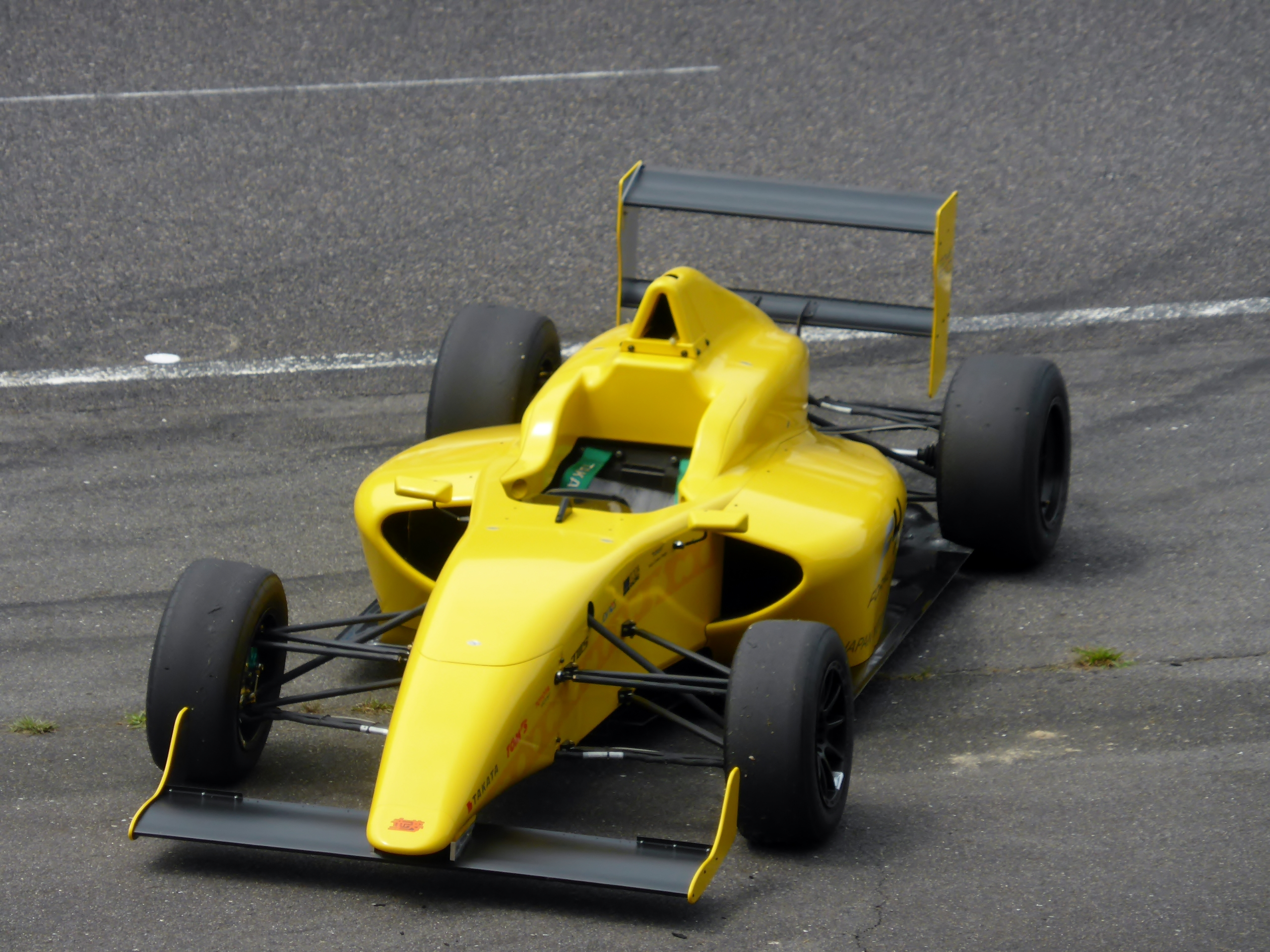
Esempio di vettura usata nel 2015

Il Nordic 4, precedentemente noto come Campionato Danese F4, è una serie di corse automobilistiche danesi per vetture a ruote scoperte conformi ai regolamenti FIA Formula 4 Gen1. Il campionato inaugurale è stato disputato nel 2017.

## Storia del campionato
Nel settembre 2016, la Dansk Automobil Sports Union (DASU) ha annunciato che avrebbe introdotto la categoria FIA Formula 4 in Danimarca. Questo è stato seguito il 6 novembre 2016 dal lancio ufficiale del campionato danese F4. Le vetture F4 danesi dovevano utilizzare il telaio francese Mygale e il motore Renault da 2,0 litri. La serie comprenderà sette round, supportando il Campionato danese Thundersport, il Campionato danese Endurance e il Supertourisme Turbo danese nei loro eventi. Le vetture F4 condivideranno la pista con le vetture F5 (precedentemente denominate Formula Ford), ma riceveranno classifiche separate. Dal 2019 le vetture F5 sono classificate nei risultati F4, oltre a una coppa separata. Alla fine del 2023, il campionato ha annunciato un nuovo nome per il 2024.

## Vettura
Il campionato prevede auto progettate e costruite da Mygale, costruite in fibra di carbonio e dotate di telaio monoscocca. La potenza è fornita da un motore Renault da 2,0 litri.

## Vincitori

### Piloti
| Stagione             | Pilota                  | Squadra              | Gare                 | Poles                | Vittorie             | Podi                 | Giri veloci          | Punti                | Margine              |
| Campionato Danese F4 | Campionato Danese F4    | Campionato Danese F4 | Campionato Danese F4 | Campionato Danese F4 | Campionato Danese F4 | Campionato Danese F4 | Campionato Danese F4 | Campionato Danese F4 | Campionato Danese F4 |
| -------------------- | ----------------------- | -------------------- | -------------------- | -------------------- | -------------------- | -------------------- | -------------------- | -------------------- | -------------------- |
| 2017                 | Daniel Lundgaard        | Lundgaard Racing     | 21                   | 8                    | 7                    | 16                   | 7                    | 368                  | 48                   |
| 2018                 | Casper Tobias Hansen    | FSP                  | 24                   | 5                    | 13                   | 19                   | 13                   | 461                  | 119                  |
| 2019                 | Malthe Jakobsen         | FSP                  | 24                   | 6                    | 11                   | 18                   | 6                    | 428                  | 78                   |
| 2020                 | Conrad Laursen          | FSP                  | 9                    | 0                    | 2                    | 7                    | 0                    | 151                  | 18                   |
| 2021                 | Mads Hoe                | Mads Hoe Motorsport  | 18                   | 2                    | 4                    | 14                   | 2                    | 299                  | 56                   |
| 2022                 | Julius Dinesen          | STEP Motorsport      | 18                   | 2                    | 4                    | 12                   | 4                    | 278                  | 5                    |
| 2023                 | Mikkel Gaarde Pedersen  | BAR                  | 18                   | 2                    | 6                    | 11                   | 6                    | 279                  | 4                    |
| Campionato Nordic 4  |                         |                      |                      |                      |                      |                      |                      |                      |                      |
| 2024                 | Mathias Bjerre Jakobsen | STEP Motorsport      | 21                   | 4                    | 12                   | 17                   | 10                   | 399                  | 78                   |

### Squadre
| Stagione | Squadre             | Piloti | Poles | Vittorie | Podi | Giri veloci | Punti | Margine |
| -------- | ------------------- | ------ | ----- | -------- | ---- | ----------- | ----- | ------- |
| 2017     | Vesti Motorsport    | 5      | 5     | 11       | 27   | 8           | 686   | 216     |
| 2018     | FSP                 | 3      | 6     | 15       | 33   | 16          | 701   | 359     |
| 2019     | FSP                 | 3      | 6     | 13       | 26   | 8           | 679   | 329     |
| 2020     | FSP                 | 3      | 0     | 7        | 16   | 7           | 405   | 320     |
| 2021     | Mads Hoe Motorsport | 3      | 4     | 4        | 19   | 3           | 404   | 318     |
| 2022     | STEP Motorsport     | 3      | 3     | 4        | 18   | 7           | 477   | 42      |
| 2023     | STEP Motorsport     | 3      | 0     | 0        | 17   | 2           | 344   | 65      |

### Rookie
| Stagione | Piloti                 | Squadre         |
| -------- | ---------------------- | --------------- |
| 2018     | Malthe Jakobsen        | FSP             |
| 2019     | Ali Largim             | FSP             |
| 2020     | Conrad Laursen         | FSP             |
| 2021     | Noah Strømsted         | FSP             |
| 2022     | Julius Dinesen         | STEP Motorsport |
| 2023     | Mikkel Gaarde Pedersen | BAR             |

### Campioni Formula 5
| Stagione | Piloti                | Squadre             | Gare | Poles | Vittorie | Podi | Giri veloci | Punti | Margine |
| -------- | --------------------- | ------------------- | ---- | ----- | -------- | ---- | ----------- | ----- | ------- |
| 2017     | Aske Nygaard Bramming | FSP                 | 21   | 3     | 8        | 19   | 8           | 368   | 48      |
| 2018     | Mads Hoe              | Mads Hoe Motorsport | 24   | 4     | 13       | 19   | 15          | 477   | 39      |
| 2019     | Lucas Daugaard        | Daugaard Racing     | 24   | 7     | 22       | 24   | 23          | 203   | 124     |
| 2020     | Mads Hoe              | Mads Hoe Motorsport | 9    | 2     | 6        | 7    | 8           | 165   | 20      |
| 2021     | Mads Hoe              | Mads Hoe Motorsport | 18   | 1     | 15       | 14   | 2           | 299   | 56      |
| 2022     | Mille Hoe             | Mads Hoe Motorsport | 18   | 0     | 8        | 17   | 0           | 363   | 163     |
| 2023     | Oliver Kratsch        | Mads Hoe Motorsport | 18   | 0     | 7        | 15   | 6           | 316   | 12      |